# Imre Senkey
Imre Senkey (ur. 21 czerwca 1898 w Perbál, zm. 1 października 1984 w Budapeszcie) – węgierski piłkarz występujący na pozycji obrońcy, reprezentant Węgier w latach 1924–1928, trener piłkarski

## Kariera klubowa
W trakcie kariery zawodniczej występował w MTK Hungária FC (5 tytułów mistrzowskich i 2 Puchary Węgier), III. Kerület FC oraz Kispesti FC.

## Kariera reprezentacyjna
W latach 1924–1928 rozegrał 6 spotkań w reprezentacji Węgier.

## Kariera trenerska
Karierę trenerską rozpoczął jako szkoleniowiec klubu III. Kerület FC, z którym zdobył w sezonie 1930/31 Puchar Węgier. W latach 1931–1935 był trenerem zespołu MTK Hungária FC (Puchar Węgier 1931/32), który m.in. prowadził w 18 spotkaniach Pucharu Mitropa. W 1947 roku trafił na Półwysep Apeniński i trenował kolejno: AC Fiorentina, AS Roma, AC Brescia, Modena FC, Genoa CFC, AC Novara, Pro Patria LSC, AC Marzotto oraz Torino Calcio. Jego największym sukcesem było mistrzostwo Serie B z Torino w 1960 roku.

## Życie prywatne
Brat Gyuli Senkeya.

## Sukcesy

### Piłkarz
MTK Hungária FC
- mistrzostwo Węgier: 1920/21, 1921/22, 1922/23, 1923/24, 1924/25
- Puchar Węgier: 1922/23, 1925/26

### Trener
III. Kerület FC
- Puchar Węgier: 1930/31

MTK Hungária FC
- Puchar Węgier: 1931/32